# ビッグコミック
『ビッグコミック』は、小学館発行の男性向け漫画雑誌。通称『ビッグ』『ビッコミ』。

## 概要
1968年2月29日に、同年の4月号として創刊された。創刊当初は月刊誌としてスタートしたが、1969年4月25日号からは10日・25日の毎月2回発行となった。
創刊編集長は、ほかにも『ボーイズライフ』『FMレコパル』『BE-PAL』『テレパル』『DIME』『サライ』等、多数の雑誌を創刊した小西湧之助。現編集長は由田和人。
マスコットマークはナマズで、ビッグコミック系列で共通して使われている。創刊当初はシルクハットを被る髭を生やした紳士の顔で逆さにするとリボンを付けた女性の顔の上半分が見えるマークが使われていた。
単行本はビッグコミックスレーベルで発売される。
2021年8号から、デジタル版（電子版）の配信を開始した。

## 表紙
創刊当初は伊坂芳太良による若者の男女や猿が登場するイラストが表紙を飾っていた。伊坂の死去後、1970年10月25日号からは日暮修一による著名人の似顔絵が表紙となり（この号の表紙は佐藤栄作）、2021年現在もこのスタイルが維持されている。
日暮の入院加療により、2011年12月10日号（第11号、11月25日発売）から金子ナンペイが担当し、2021年最終号をもって退任。
2022年1月10日号（第1号、前年12月25日発売）からは為井英貴が担当。
表紙デザイナーは、1969年4月25日号から串田光弘が担当している。
創刊50周年記念号となった2018年3月10日号（第5号）の表紙は、矢沢永吉。

## 系列誌
- ビッグコミックオリジナル（1972年創刊）
- ビッグコミックスピリッツ（1980年創刊）
- ビッグコミックスペリオール（1987年創刊）

この他、『ビッグコミック』の誌名が付いた漫画誌として以下もあったが、いずれも休刊になっている。
- 少年ビッグコミック（1979年 - 1987年） - 『マンガくん』（1976年創刊）より誌名が変更されたが、青年漫画誌にリニューアルされ『ヤングサンデー』に再度変更された。
- ビッグコミックフォアレディ（1981年 - 1990年）

## 別冊・増刊号
- 別冊ビッグコミック 特集ゴルゴ13シリーズ：3月、6月、9月、12月の13日発売。 - コンビニコミックの元祖。雑誌コード上は「雑誌」扱いであるが、小学館から刊行される『ゴルゴ13』の単行本的な役割も持っている。また、新人作家による読切（多くの場合小学館新人コミック大賞などの受賞作）も2作程度掲載される。
- ビッグコミック増刊号：2月、5月、7月、9月、11月の17日発売。
- ビッグコミック増刊 ゴルゴ13総集編：2月、5月、8月、11月の13日発売（8月はお盆の関係で早まる）。
- ビッグゴールド - 1970年代後半以降、ビッグコミック編集部編（ビッグコミックオリジナル編集部編で、オリジナル増刊として刊行した場合もあった）として、不定期に刊行されていた増刊。のちに休刊を挟み、1990年代前半に復活、さらに独立創刊されたが、再び休刊している。
- ビッグコミック1 -  『ビッグコミックSPECIAL増刊』として2001年に創刊した。時代歴史漫画誌として、『ビッグコミック』あるいは『ビッグコミックオリジナル』の増刊の形で不定期で発売され、計22冊が発行された。2009年に休刊となった[8]。

## eBigComic4
『eBigComic4』は、小学館とイーブックイニシアティブジャパンの共同によるウェブコミック配信サイトである。2015年12月18日から配信している。『ビッグコミック』『ビッグコミックオリジナル』『ビッグコミックスピリッツ』『ビッグコミックスペリオール』に掲載されていた漫画の他、オリジナル作品も無料公開されている。

## 連載作品

### 現在連載中の作品
2025年15号現在。
- イキガミ 再臨（間瀬元朗） - シリーズ[9]。
- ヴィジランテム（新海つかさ）
- ヴィンテージ・トーキョー（石川優吾）
- うっちゃれ五所瓦 粘り腰編（なかいま強）
- 伝染るんです。フューチャー かわうそエース（吉田戦車）
- 映画は予告編の後に始まる（藤原鳴呼子）
- 空母いぶき GREAT GAME（かわぐちかいじ、協力：八木勝大・潮匡人、原案協力：恵谷治）
- くゆらしぐらし たばこ屋ニコちゃん（安田翔哉）
- ゴルゴ13（原作：さいとう・たかを、さいとうプロ作品）
- C級さらりーまん講座（山科けいすけ）
- JUMBO MAX（髙橋ツトム）
- 正直不動産（漫画：大谷アキラ、原案：夏原武、脚本：水野光博）
- ヌードル・オブ・ジ・エンド（今泉太郎）
- 化けの皮のヒトバケ（佐藤さつき）
- バブル・ザムライ（細野不二彦）
- ひねもすのたり日記（ちばてつや）
- BLUE GIANT MOMENTUM（石塚真一）
- ベッキーさんと私（原作：北村薫、漫画：三浦靖冬）
- 宗像教授世界篇（星野之宣）
- 女神の標的（小山ゆう）

### コラム、エッセイなど
- 永井豪の幻想怪画（永井豪）
- 北見けんいちの昭和トラベラー（北見けんいち）
- 太田和彦のイケイケ居酒屋（太田和彦）
- コラム・ビッグコミックを語ろう

### 連載終了作品
- 土佐の一本釣り（青柳裕介）
- 土佐の一本釣りPART2 純平（青柳裕介）
- かむろば村へ（いがらしみきお）
- 本日も休診（原案：見川鯛山、画：石川サブロウ）
- 神様のカルテ（作：夏川草介、画：石川サブロウ）
- どらコーボク（作：小路谷純平、画：石川サブロウ）
- 湖底のひまわり（石川優吾）
- BLUE GIANT（石塚真一）
- BLUE GIANT SUPREME（石塚真一、story director：NUMBER 8）
- BLUE GIANT EXPLORER（石塚真一、story director：NUMBER 8）
- 佐武と市捕物控（石ノ森章太郎）
- 馬がゆく!（石ノ森章太郎）
- 買厄懸場帖 九頭竜（石ノ森章太郎）
- さんだらぼっち（石ノ森章太郎）
- 草壁署迷宮課おみやさん（石ノ森章太郎）
- 八百八町表裏 化粧師（石ノ森章太郎）
- HOTEL（石ノ森章太郎）
- 川柳フレンズ（石原まこちん）
- 闇の少年（椋洸介（一色まこと）、長崎尚志）
- 憂国のラスプーチン（作：佐藤優、画：伊藤潤二）
- 単身花日（いわしげ孝）
- 上京花日（いわしげ孝） - 作者死去により未完。
- はっぴーえんど（魚戸おさむ）
- 絶滅動物物語 -地上より永久に消え去った者へのレクイエム-（うすくらふみ、監修：今泉忠明）
  - 新・絶滅動物物語 -地上より永久に消え去った者へのレクイエム-（うすくらふみ、監修：今泉忠明）
- SF異色短編集（楳図かずお）
- イアラ（楳図かずお）
- オオタ式（太田基之） - 月1回連載
- カムイ伝［第二部］（作：白土三平、画：岡本鉄二）
- モンちゃんと私（おぷうのきょうだい）
- 凍鶴（上村一夫）
- ゆーとぴあ（作：真樹日佐夫、画：上村一夫）
- おんな教師（作：真樹日佐夫、画：上村一夫）
- イーグル（かわぐちかいじ）
- 太陽の黙示録（かわぐちかいじ）
- 兵馬の旗（かわぐちかいじ、協力：恵谷治）
- 空母いぶき（かわぐちかいじ、協力：恵谷治）
- クルーズ -医師山田公平航海誌-（作：矢島正雄、画：菊田洋之） - 『ビッグコミック増刊号』に移籍。
- サッチモ（作：やまさき十三、画：北見けんいち）
- ファイブ（作：平山譲、画：くさか里樹）
- 赤兵衛（黒鉄ヒロシ） - 『ビッグコミックオリジナル』と並行連載（2016年まで）
- 江戸城再建（黒川清作）
- 万華鏡〜抒情と緊縛〜（原作：倉科遼、作画：ケン月影）
- 荷風になりたい 不良老人指南（原作：倉科遼、作画：ケン月影）
- 機械仕掛けの愛（業田良家） - 『ビッグコミック増刊号』で連載、本誌でも2012年から2013年にかけて不定期掲載。
- マスク総理（業田良家）※短期集中連載[10]。
- 遅咲きじじい（小林よしのり）
- 病室で念仏を唱えないでください（こやす珠世） - 『ビッグコミック増刊号』で連載、本誌でも2012年 - 2013年、2020年に短期連載。
- 颯汰の国（小山ゆう）
- 捜し屋禿鷹登場!!（さいとう・たかを）
- Age,35（柴門ふみ）
- 小早川伸木の恋（柴門ふみ）
- フォーシーム（さだやす圭）
  - フォーシームNEXT（さだやす圭）
- パンドラ（里中満智子）
- さそり（篠原とおる）
- 秒〈ドロップ〉（篠原とおる）
- 神話伝説シリーズ（白土三平） - 「バッコス」など
- 女星シリーズ（白土三平）
- カムイ外伝［第二部］（白土三平）
- こころ、泳ぐ。（新海つかさ） - 短期集中連載[11]。
- フォルトゥーナ（神羊弱虫） - 集中連載[12]
- さすらいのギャンブラー（園山俊二）
- 総務部総務課山口六平太（作：林律雄、画：高井研一郎） - 作画者死去に伴い終了。
- 公家侍秘録（高瀬理恵） - 本誌および『ビッグコミック増刊号』に不定期掲載。『COMIC魂』（はちどり・主婦の友社）へ移籍。
- 江戸の検屍官（作：川田弥一郎、画：高瀬理恵） - 断続的に短期連載された。
- 劉邦（高橋のぼる）
- 獣医ドリトル（作：夏緑、画：ちくやまきよし）
- のたり松太郎（ちばてつや）
- パンドラの復活（作：青山広美、画：つかさつよし）
- 地球を呑む（手塚治虫）
- きりひと讃歌（手塚治虫）
- I.L（手塚治虫）
- 奇子（手塚治虫）
- ばるぼら（手塚治虫）
- シュマリ（手塚治虫）
- MW（手塚治虫）
- 陽だまりの樹（手塚治虫）
- グリンゴ（手塚治虫） - 作者死去に伴い終了、未完。
- キッテデカ（寺沢大介、原案：高橋遠州） - 『ビッグコミック増刊号』から出張掲載。
- ひまわりさん（作：鶴田一文、画：テリー山本）
- S -最後の警官-（作：小森陽一、画：藤堂裕）
- Deep3（原作：水野光博、漫画：飛松良輔） - 『ビッコミ』へ移籍[13]
- デビルマンサーガ（永井豪）
- 黄金のラフ〜草太のスタンス〜（なかいま強）
- 黄金のラフII〜草太の恋〜（なかいま強）
- 南風原カーリングストーンズ（なかいま強）
- 五月原課長のつぶやき（中島徹）
- 天智と天武-新説・日本書紀-（原案監修：園村昌弘、画：中村真理子）
- 隊務スリップ（新田たつお）
- マウンドファーザー（野部利雄）
- 利平さんとこのおばあちゃん（法月理栄）
- どてらネコ（はしもといわお）
- 築地魚河岸三代目（作：大石けんいち→鍋島雅治→九和かずとほか、画：はしもとみつお）
- 医者を見たら死神と思え（原作：よこみぞ邦彦、作画：はしもとみつお）
- ぶらっくぱんちゃー ノラ（はらたいら）
- しょうもない僕らの恋愛論（原秀則）
- ダンプ・ザ・ヒール（原秀則、原案協力：ダンプ松本、平塚雅人）
- ビッグウイング（作：矢島正雄、画：引野真二）
- SORA! -フライトアテンダント物語-（作：矢島正雄、画：引野真二）
- 華中華（作：西ゆうじ、画：ひきの真二） - 原作者死去に伴い終了、未完。
- くのまち商店街（聖日出夫）
- 和算に恋した少女（脚本：中川真、作画：風狸けん） - 『ビッグコミック増刊号』に連載、本誌でも不定期掲載。
- 藤子・F・不二雄 SF・異色短編作品（藤子・F・不二雄） - 不定期掲載。
- 未来の想い出（藤子・F・不二雄）
- サル（藤子不二雄Ⓐ）
- 寄席芸人伝（古谷三敏）
- 神南火 忌部神奈・女の神話シリーズ（星野之宣）
- 宗像教授異考録（星野之宣）
- 星を継ぐもの（星野之宣、原作：J・P・ホーガン）
- 未来からのホットライン（星野之宣、原作：J・P・ホーガン）
- レインマン（星野之宣）
- 海帝（星野之宣）
- 万願寺偉人クリニック（細川貂々）
- 幸福の丘ニュータウン（細野不二彦）
- ビールとメガホン（細野不二彦）
- ご長寿探偵イシガメ（細野不二彦）
- ダブル・フェイス（細野不二彦）
- いちまつ捕物帳（細野不二彦）
- バディドッグ（細野不二彦）
- 粘菌人間ヒトモジ（間瀬元朗） - 断続的に短期連載された。
- 世界怪奇シリーズ（水木しげる）
- サラリーマン死神（水木しげる）
- 水木氏のメルヘン（水木しげる） - 「一番病」など
- カランコロン漂泊記（水木しげる）
- 水木しげるの遠野物語（作：柳田國男、画：水木しげる）
- ゲゲゲの家計簿（水木しげる）
- わたしの日々（水木しげる）
- 朱のチーリン（向井沙子）
- ビタミンI（望月三起也）
- うるとらSHE（望月三起也）
- ごくろう3（望月三起也）
- へい、お町!!（望月三起也）
- Oh!刑事パイ（望月三起也）
- ドン 極道水滸伝（本宮ひろ志）
- 男樹（本宮ひろ志）
- 銀のしっぽ（森真理） - 『ビッグコミック増刊号』から移籍（一時は両誌で並行連載）。休載の後、増刊号に再移籍。
- 海鶴（森秀樹）
- ムカデ戦旗（森秀樹）
- 戦国子守歌（森秀樹）
- 墨攻（原作：酒見賢一、脚本：久保田千太郎、作画：森秀樹）
- 激濤 Magnitude 7.7（矢口高雄）
- 中春こまわり君（山上たつひこ）
- THE ALPINE CLIMBER 単独登攀者・山野井泰史の軌跡（原作：よこみぞ邦彦、作画：山地たくろう）
- どんぐりの家（山本おさむ）
- コキーユ（山本おさむ）
- オーロラの街（山本おさむ）
- 聖 -天才・羽生が恐れた男-（山本おさむ）
- 天上の弦（山本おさむ）
- そばもん ニッポン蕎麦行脚（山本おさむ、監修：藤村和夫）
- 風盗伝（横山光輝）
- サラリーマン拝!（吉田聡）
- そのたくさんが愛のなか。（吉田聡）
- 海が鳴く時（六田登）
- 獅子の王国（六田登） -  第二部を『ビッグコミック増刊号』に掲載。
- すばらしきかな人生（作画：若狭星） ※以下の2シリーズを3話ずつ交互に連載
  - すばらしきかな人生 まさみ（原作：香川まさひと）
  - すばらしきかな人生 ふたたび友郎（原作：北原雅紀）
- ましろ日（原作：香川まさひと、作画：若狭星）
- 辛辣なるグルメ（原作：香川まさひと、漫画：若狭星）

## 映像化作品

### アニメ化
| 作品                | 放送年        | アニメーション制作                         | 備考                                   |
| ------------------- | ------------- | ------------------------------------------ | -------------------------------------- |
| 佐武と市捕物控      | 1968年-1969年 | 虫プロダクション、東映動画、スタジオ・ゼロ |                                        |
| ゴルゴ13            | 1971年        | N/A                                        |                                        |
| ゴルゴ13            | 2008年-2009年 | The Answer Studio                          |                                        |
| 八百八町表裏 化粧師 | 1990年-1991年 | シンエイ動画                               | 『ギミア・ぶれいく』内のコーナードラマ |
| 陽だまりの樹        | 2000年        | マッドハウス                               |                                        |
| 太陽の黙示録        | 2006年        | マッドハウス                               |                                        |
| のたり松太郎        | 2014年        | 東映アニメーション                         | タイトルは「暴れん坊力士!!松太郎」     |

| 作品         | 公開年 | アニメーション制作 | 備考 |
| ------------ | ------ | ------------------ | ---- |
| ゴルゴ13     | 1983年 | 東京ムービー新社   |      |
| どんぐりの家 | 1997年 | N/A                |      |
| BLUE GIANT   | 2023年 | NUT                |      |

| 作品             | 発売年        | アニメーション制作 | 備考 |
| ---------------- | ------------- | ------------------ | ---- |
| のたり松太郎     | 1990年-1991年 | 虫プロダクション   |      |
| 男樹             | 1990年-1991年 | N/A                |      |
| うっちゃれ五所瓦 | 1991年        | N/A                |      |
| ドン 極道水滸伝  | 1992年        | N/A                |      |
| ゴルゴ13         | 1998年        | 手塚プロダクション |      |

| 作品                   | 放送年 | アニメーション制作 | 備考                           |
| ---------------------- | ------ | ------------------ | ------------------------------ |
| 総務部総務課山口六平太 | 2007年 | エッグ             | 法務省による広報アニメ         |
| 水木しげるの遠野物語   | 2010年 | 東映アニメーション | 遠野市立博物館による展示アニメ |

- 本誌に掲載され出版社も同じ藤子・F・不二雄の短編作品のアニメ化は藤子・F・不二雄のSF短編#アニメを参照。
- 掲載誌を移籍前にテレビアニメ化・劇場アニメ化されていた作品だと『カムイ外伝』もある。

### 実写化
| 作品                                 | 放送年                          | 制作                        | 備考                                                                 |
| ------------------------------------ | ------------------------------- | --------------------------- | -------------------------------------------------------------------- |
| 佐武と市捕物控                       | 1971年（TBS版）                 | テレパック、TBS             | タイトルは「十手野郎捕物控」                                         |
| 佐武と市捕物控                       | 1981年-1982年（フジテレビ版）   | フジテレビ、東映            |                                                                      |
| 佐武と市捕物控                       | 2015年-2016年（BS日テレ版）     | BS日テレ                    |                                                                      |
| 草壁署迷宮課おみやさん（渡瀬恒彦版） | 1985年（緒形拳版 第1期）        | ABC                         | タイトルは「迷宮課刑事おみやさん」                                   |
| 草壁署迷宮課おみやさん（渡瀬恒彦版） | 1987年（緒形拳版 第2期）        | ABC                         | タイトルは「六本木ダンディーおみやさん」                             |
| 草壁署迷宮課おみやさん（渡瀬恒彦版） | 2002年（渡瀬恒彦版 第1期）      | テレビ朝日                  | タイトルは「おみやさん」                                             |
| 草壁署迷宮課おみやさん（渡瀬恒彦版） | 2003年（渡瀬恒彦版 第2期）      | テレビ朝日                  | タイトルは「おみやさん」                                             |
| 草壁署迷宮課おみやさん（渡瀬恒彦版） | 2004年（渡瀬恒彦版 第3期）      | テレビ朝日                  | タイトルは「おみやさん」                                             |
| 草壁署迷宮課おみやさん（渡瀬恒彦版） | 2005年（渡瀬恒彦版 第4期）      | テレビ朝日                  | タイトルは「おみやさん」                                             |
| 草壁署迷宮課おみやさん（渡瀬恒彦版） | 2006年（渡瀬恒彦版 第5期）      | テレビ朝日                  | タイトルは「おみやさん」                                             |
| 草壁署迷宮課おみやさん（渡瀬恒彦版） | 2008年（渡瀬恒彦版 第6期）      | テレビ朝日                  | タイトルは「おみやさん」                                             |
| 草壁署迷宮課おみやさん（渡瀬恒彦版） | 2010年（渡瀬恒彦版 第7期・SP1） | テレビ朝日                  | タイトルは「おみやさん」                                             |
| 草壁署迷宮課おみやさん（渡瀬恒彦版） | 2011年（渡瀬恒彦版 第8期）      | テレビ朝日                  | タイトルは「おみやさん」                                             |
| 草壁署迷宮課おみやさん（渡瀬恒彦版） | 2012年（渡瀬恒彦版 第9期）      | テレビ朝日                  | タイトルは「おみやさん」                                             |
| 草壁署迷宮課おみやさん（渡瀬恒彦版） | 2014年（渡瀬恒彦版 SP2）        | テレビ朝日                  | タイトルは「おみやさん」                                             |
| 草壁署迷宮課おみやさん（渡瀬恒彦版） | 2016年（渡瀬恒彦版 SP3・SP4）   | テレビ朝日                  | タイトルは「おみやさん」                                             |
| HOTEL（TBS版・BS-TBS版・WOWOW版）    | 1990年（TBS版 第1期・SP1）      | 近藤照男プロダクション、TBS |                                                                      |
| HOTEL（TBS版・BS-TBS版・WOWOW版）    | 1991年（TBS版 SP2・SP3）        | 近藤照男プロダクション、TBS |                                                                      |
| HOTEL（TBS版・BS-TBS版・WOWOW版）    | 1992年（TBS版 第2期・SP4）      | 近藤照男プロダクション、TBS |                                                                      |
| HOTEL（TBS版・BS-TBS版・WOWOW版）    | 1993年（TBS版 SP5・SP6）        | 近藤照男プロダクション、TBS |                                                                      |
| HOTEL（TBS版・BS-TBS版・WOWOW版）    | 1994年（TBS版 第3期）           | 近藤照男プロダクション、TBS |                                                                      |
| HOTEL（TBS版・BS-TBS版・WOWOW版）    | 1995年（TBS版 SP7・第4期）      | 近藤照男プロダクション、TBS |                                                                      |
| HOTEL（TBS版・BS-TBS版・WOWOW版）    | 1996年（TBS版 SP8・SP9）        | 近藤照男プロダクション、TBS |                                                                      |
| HOTEL（TBS版・BS-TBS版・WOWOW版）    | 1998年（TBS版 第5期）           | 近藤照男プロダクション、TBS |                                                                      |
| HOTEL（TBS版・BS-TBS版・WOWOW版）    | 2000年（TBS版 SP10）            | 近藤照男プロダクション、TBS |                                                                      |
| HOTEL（TBS版・BS-TBS版・WOWOW版）    | 2001年（TBS版 SP11）            | 近藤照男プロダクション、TBS |                                                                      |
| HOTEL（TBS版・BS-TBS版・WOWOW版）    | 2002年（TBS版 SP12）            | 近藤照男プロダクション、TBS |                                                                      |
| HOTEL（TBS版・BS-TBS版・WOWOW版）    | 2022年（BS-TBS版 SP1）          | BS-TBS、ジャンゴフィルム    | 原作のスピンオフ作品 タイトルは「ホテルマン 東堂克生の事件ファイル」 |
| HOTEL（TBS版・BS-TBS版・WOWOW版）    | 2023年（BS-TBS版 SP2）          | BS-TBS、ジャンゴフィルム    | 原作のスピンオフ作品 タイトルは「ホテルマン 東堂克生の事件ファイル」 |
| HOTEL（TBS版・BS-TBS版・WOWOW版）    | 2022年（WOWOW版）               | ジャンゴフィルム            | タイトルは「HOTEL -NEXT DOOR-」                                      |
| 恐喝有限会社                         | 1990年                          | N/A                         | 『ギミア・ぶれいく』内のコーナードラマ                               |
| 家族の食卓                           | 1992年（SP1）                   | N/A                         | 「新春ドラマスペシャル（フジテレビ）」枠の放送                       |
| 家族の食卓                           | 1993年（SP2）                   | N/A                         | 「新春ドラマスペシャル（フジテレビ）」枠の放送                       |
| 家族の食卓                           | 1995年（SP3）                   | N/A                         | 「新春ドラマスペシャル（フジテレビ）」枠の放送                       |
| Age,35                               | 1996年                          | フジテレビ                  | タイトルは「Age,35 恋しくて」                                        |
| ビッグウイング                       | 2001年                          | 木下プロダクション          |                                                                      |
| 小早川伸木の恋                       | 2006年                          | フジテレビ                  |                                                                      |
| 兄帰る                               | 2009年                          | WOWOW                       |                                                                      |
| MW                                   | 2009年                          | STUDIO SWAN                 | 映画版の前日譚 タイトルは「MW-ムウ- 第0章 〜悪魔のゲーム〜」         |
| 総務部総務課山口六平太               | 2009年                          | NHK                         |                                                                      |
| 獣医ドリトル                         | 2010年                          | TBSテレビ                   |                                                                      |
| 陽だまりの樹                         | 2012年                          | NHKエンタープライズ         |                                                                      |
| S -最後の警官-                       | 2014年                          | TBS                         |                                                                      |
| 男の操                               | 2017年                          | NHK、ザフール               |                                                                      |
| 正直不動産                           | 2022年（第1期）                 | NHKエンタープライズ         |                                                                      |
| 正直不動産                           | 2024年（第2期）                 | NHKエンタープライズ         |                                                                      |
| しょうもない僕らの恋愛論             | 2023年                          | 読売テレビ                  |                                                                      |

| 作品                                 | 公開年             | 配給                                                                          | 備考                                                                                                  |
| ------------------------------------ | ------------------ | ----------------------------------------------------------------------------- | --- |
| ゴルゴ13（1973年映画・1979年映画）） | 1973年（第1作）    | 東映                                                                          | イランとの合作映画                                                                                    |
| ゴルゴ13（1973年映画・1979年映画）） | 1979年（第2作）    | 東映                                                                          | 香港との合作映画 タイトルは「ゴルゴ13 九竜の首」                                                      |
| 土佐の一本釣り                       | 1980年（第1作）    | 松竹                                                                          | |
| 土佐の一本釣り                       | 2014年（第2作）    | アルファヴィル（2014年当時）→J.C.K（2016年）、 アールツーエンターテインメント | タイトルは「土佐の一本釣り 〜久礼発、17歳の旅立ち〜」                                                 |
| 未来の想い出                         | 1992年             | 東宝                                                                          | タイトルは「未来の想い出 Last Christmas」                                                             |
| 八百八町表裏 化粧師（映画）          | 2002年             | 東映                                                                          | タイトルは「化粧師 KEWAISHI」                                                                         |
| 築地魚河岸三代目                     | 2008年             | 松竹                                                                          | |
| MW                                   | 2009年             | ギャガ                                                                        | タイトルは「MW-ムウ-」                                                                                |
| カムイ外伝                           | 2009年             | 松竹                                                                          | |
| 遥かな町へ                           | 2010年（海外公開） | N/A                                                                           | |
| S -最後の警官-                       | 2015年             | 東宝                                                                          | ドラマ版の派生作品（ドラマ放送前に制作決定） タイトルは「S -最後の警官- 奪還 RECOVERY OF OUR FUTURE」 |
| 空母いぶき                           | 2019年             | キノフィルムズ、木下グループ                                                  | |
| ばるぼら                             | 2020年             | イオンエンターテイメント                                                      | |
| 映画 正直不動産                      | 2026年（予定）     | ソニー・ピクチャーズ エンタテインメント                                       | |

- 本誌に掲載され出版社も同じ藤子・F・不二雄の短編作品のドラマ化は藤子・F・不二雄のSF短編#ドラマを参照。

## 発行部数
- 2004年（2003年9月 - 2004年8月） 677,916部[14]
- 2005年（2004年9月 - 2005年8月） 627,083部[14]
- 2006年（2005年9月 - 2006年8月） 580,750部[14]
- 2007年（2006年9月 - 2007年8月） 551,458部[14]
- 2008年（2007年10月 - 2008年9月） 523,417部[14]

|        | 1〜3月     | 4〜6月     | 7〜9月     | 10〜12月   |
| ------ | ---------- | ---------- | ---------- | ---------- |
| 2008年 |            | 519,500 部 | 512,667 部 | 504,334 部 |
| 2009年 | 492,167 部 | 481,500 部 | 473,334 部 | 467,500 部 |
| 2010年 | 453,834 部 | 449,000 部 | 445,667 部 | 441,834 部 |
| 2011年 | 436,334 部 | 431,500 部 | 434,334 部 | 426,334 部 |
| 2012年 | 411,834 部 | 407,000 部 | 402,667 部 | 398,667 部 |
| 2013年 | 383,834 部 | 376,000 部 | 366,334 部 | 353,500 部 |
| 2014年 | 338,000 部 | 328,334 部 | 325,667 部 | 324,667 部 |
| 2015年 | 320,667 部 | 315,000 部 | 313,667 部 | 313,000 部 |
| 2016年 | 311,167 部 | 305,000 部 | 302,333 部 | 297,333 部 |
| 2017年 | 296,000 部 | 293,000 部 | 292,667 部 | 290,333 部 |
| 2018年 | 289,167 部 | 281,667 部 | 280,000 部 | 275,333 部 |
| 2019年 | 271,000 部 | 267,500 部 | 263,167 部 | 257,500 部 |
| 2020年 | 256,333 部 | 250,667 部 | 247,000 部 | 244,000 部 |
| 2021年 | 241,000 部 | 235,667 部 | 225,333 部 | 214,667 部 |
| 2022年 | 207,000 部 | 192,500 部 | 182,500 部 | 176,000 部 |
| 2023年 | 169,667 部 | 163,167 部 | 156,167 部 | 146,500 部 |
| 2024年 | 138,000 部 | 132,667 部 | 129,000 部 | 125,000 部 |
| 2025年 | 120,000 部 | 117,000 部 |            |            |